# Jules Rouanet
Pour les articles homonymes, voir Rouanet.
Jules Rouanet (1858-1944) est un ethnomusicologue français ayant travaillé en Algérie au début du XXe siècle.
Il est né à Saint-Pons (Hérault) le 29 novembre 1858 et décédé à Alger (Algérie) en juin 1944.

## Jules Rouanet a contribué à faire connaitre la musique classique algérienne
Quand le Maghreb est devenu le refuge des Arabes d'Espagne (à partir de 1492), la musique arabo-andalouse a connu un renouveau  en s'appropriant les spécificités socio-culturelles. Jules Rouanet a promu l’Art musical andalou, ou musique classique algérienne, dont il s'est inspiré et qu'il a contribué avec Salvador-Daniel et Saint-Saëns notamment, à faire connaître. Cet art musical a pour origine la musique arabe inspirée des anciennes civilisations orientales.
Sous la direction de Rouanet, un Répertoire de musique arabe et maure a été rassemblé par Edmond-Nathan Yafil en 1904, pour conserver des chefs-d'œuvre musicaux qui risquaient d'être oubliés, avec notamment des mélodies, ouvertures, chansons..., dans la Collection Yafil à Alger.
Dans la Revue Musicale à laquelle il a contribué, Jules Rouanet évoquait le zendani comme la musique de la rue, la musique "rebelle", laissée aux femmes ou aux parias, ces petites mélodies étant souvent improvisées,. Ces chants, souvent chantés par des femmes notamment lors des fêtes de mariage, se sont développés dans les années 1920 et 1930 en Algérie, puis dans la communauté algérienne à Paris.

## Étude des schémas, et de ses origines, reproduits par Jules Rouanet
Dans un ouvrage d'étude intitulé Le Dessous des Notes, voie vers l'ésotérisme publié par Paris Sorbonne dans la Collection Musique/Ecriture en 2001, il est fait référence aux travaux de Jules Rouanet et notamment de ses schémas reproduits en 1922 dans l'Encyclopédie de la Musique de Lavignac et de La Laurencie.